# ロミプロスチム
ロミプロスチム（Romiplostim）は、血小板の産生を調節するホルモンであるトロンボポエチンの融合タンパク質アナログである。慢性特発性血小板減少性紫斑病や再生不良性貧血の治療に用いられる。開発コードはAMG531。

## 効能・効果
- 慢性特発性血小板減少性紫斑病（ITP）
- 既存治療で効果不充分な再生不良性貧血

## 副作用
重大な副作用は、
- 血栓症・血栓塞栓症

肺塞栓症（0.8%）、深部静脈血栓症（0.8%）、心筋梗塞（0.6%）、血栓性静脈炎（0.5%）等
- 骨髄レチクリン増生（1.7%）
- 出血

である。また、10%以上の患者に頭痛が発生する。
ロミプロスチムは、患者の巨核球を刺激して通常よりも速い速度で血小板を産生させ、免疫系が血小板を破壊する速度を超えさせる効果を持つ。このような作用は骨髄の化学的変化を伴うため、死亡、筋肉痛、関節や四肢の不快感、不眠、致命的な血栓を引き起こす可能性のある血栓症、赤血球数の危険な減少を引き起こす可能性のある骨髄線維症など、多くの重篤な副作用が発生する可能性がある。

## 治療レジメン
ロミプロスチムは、通常、1週間毎に皮下注射で投与される。投与量は、治療時の体重および血小板数に応じて決定されるため、注射前には毎回全血球算定を実施する。ITP治療の目的は、血小板数を血液1mm3あたり5万個以上に維持する事であり、正常な血小板数（殆どの健康な人では1mm3あたり15万～45万個）を達成することではない。2週間連続で20万個以上の血中濃度が得られた場合は、血中濃度が20万個以下になるまで、減量するか治療を中断する。ロミプロスチムの投与を中止すると、血小板数が急激に減少し、出血性疾患を引き起こす可能性がある為、充分な注意が必要である。
治療が困難な再生不良性貧血に対しては、ITPの10倍量から開始し、血小板数、ヘモグロビン（Hb）濃度、好中球数を指標とする。

## 有効性
充分にデザインされた24週間の第III相試験において、ロミプロスチムは、プラセボと比較して、非脾臓摘出または脾臓摘出を受けた成人の慢性特発性血小板減少性紫斑病患者において、プロトコルで定義された主要評価項目である持続的血小板反応の達成について偽薬と比較して高度に有意な効果が示された。
抗胸腺細胞免疫グロブリン（ATG）を含む免疫抑制療法またはシクロスポリンで効果不充分で、ATGが適用とならない成人再生不良性貧血患者を対象とした国際共同第Ⅱ/Ⅲ相試験で、投与27週時点の血液学的反応率は83.9%であった。
1. ↑  血液学的反応の効果判定基準（以下の1項目以上を達成）：
・血小板数：20,000/μL以上増加 or ベースラインから100%以上増加&10,000/μL以上 or 8週間連続血小板輸血無
・Hb濃度：9g/dL未満から赤血球輸血無&1.5g/dL以上増加 or 赤血球輸血量減少(減少量800mL以上/8週間)
・好中球数： 500/μL未満から100%以上増加 or 1,000/μL未満から500/μL以上増加

## 化学的特徴
ロミプロスチムは、トロンボポエチンのアミノ酸配列と相同性がないペプチド鎖2本とヒトIgG1のFc領域から成る遺伝子組換え融合タンパク質である:1。

## 承認
米国FDAは、2008年8月22日、副腎皮質ステロイド、免疫グロブリン静注、Rho(D)免疫グロブリン、脾臓摘出術などの他の治療法で効果が得られない成人の慢性ITPの長期治療薬として、ロミプロスチムを承認した。
日本では、2010年2月2日に希少疾病用医薬品に指定され、2011年1月21日に慢性ITP治療薬として承認された。また、2019年6月18日には既存治療抵抗性の再生不良性貧血の治療薬として追加承認された。

## 参考資料
1. ↑  “KEGG DRUG: ロミプロスチム”. www.kegg.jp. 2021年9月16日閲覧。
2. ↑  “Efficacy of romiplostim in patients with chronic immune thrombocytopenic purpura: a double-blind randomised controlled trial”. Lancet 371 (9610):  395–403. (February 2008). doi:10.1016/S0140-6736(08)60203-2. PMID 18242413.
3. 1 2 3  “ロミプレート皮下注250μg調製用 添付文書”. www.info.pmda.go.jp. 2021年9月16日閲覧。
4. ↑  Frampton J. E., Lyseng-Williamson K. A. (2009). “Romiplostim” (英語). Drugs 69 (3):  307–317. doi:10.2165/00003495-200969030-00006. PMID 19275274.
5. ↑  “ロミプレート皮下注250μg調製用 インタビューフォーム”. www.info.pmda.go.jp. 2021年9月16日閲覧。
6. ↑  Waknine, Yael (2008年9月4日). “FDA Approvals: Nplate, Aloxi, Vidaza”.  Medscape. 2008年9月4日閲覧。 Freely available with registration.
7. ↑  "FDA Approves Nplate(TM) for Long-Term Treatment of Adult Chronic ITP" (Press release). Amgen. 22 August 2008. 2008年9月4日閲覧。
8. ↑  “・希少疾病用医薬品の指定について(◆平成22年02月02日薬食審査発第202024号)”. www.mhlw.go.jp. 2021年9月16日閲覧。
9. ↑  “血小板造血刺激因子製剤／トロンボポエチン受容体作動薬「ロミプレート®皮下注 250μg調製用」の製造販売承認取得について｜ニュースリリース 2011｜協和キリン”. www.kyowakirin.co.jp. 2021年9月16日閲覧。
10. ↑  “既存治療で効果不十分な再生不良性貧血を対象疾患としたロミプレート®の国内承認事項一部変更承認取得のお知らせ｜ニュースリリース 2019｜協和キリン”. www.kyowakirin.co.jp. 2021年9月16日閲覧。